# タケシ (ポケットモンスター)
タケシは、ポケットモンスターに登場する架空のキャラクター。

## ゲームでの設定
ニビシティジムのジムリーダー。いわタイプポケモンの使い手で、そのエキスパートとされる。称号は「意志が固い人」。勝利すると、グレーバッジがもらえる。
真面目かつ硬派な性格で滅多に笑わないが、笑い出すと止まらないらしい。オツキミやまの化石発掘を時々手伝っており、二ビシティの人たちから慕われている。2年後の『金・銀』『ハートゴールド・ソウルシルバー』では前作より比較的物腰が穏やかになっている。ディグダのあなでポケモン交換が可能。
『ブラック2・ホワイト2』では、ポケモンワールドトーナメントに参加している。
『ポケモンマスターズ』では主人公の仲間としてゲーム序盤から同行する。担当声優は鳥海浩輔。

### 服装・外見
『赤・緑・青』では上半身裸だったが、『ピカチュウ』では服を着ている。『金・銀』では無地のTシャツ姿、『ファイアレッド・リーフグリーン』では発売当時放送していた『アドバンスジェネレーション』のものに近い、オレンジやカーキ色を基調とした服装となっている。
『ハートゴールド・ソウルシルバー』では、若干髪が伸び、オレンジの長袖Tシャツというどのアニメ作品でも登場したことのないオリジナルの服装となった。

### 使用ポケモン
イシツブテの進化系統にあるポケモン（イシツブテ・ゴローン・ゴローニャ）とイワークを使用する。ポケモンスタジアム系統はアニメ版の手持ち（ロコンなど）がチームメンバーに採用されたこともある。
また、ニビシティには、ニビ科学博物館があるためか、作品によってはオムナイトやカブトの進化系統にあるポケモン（オムスターやカブトプス）、プテラなどの化石に関連したポケモンも使用ポケモンとして登場している。
| 作品 | 使用ポケモン                                                         | 備考                   |
| --- | -------------------------------------------------------------------- | ---------------------- |
| 『赤・緑・青・ピカチュウ』 『ファイアレッド・リーフグリーン』 『Let's Go! ピカチュウ・Let's Go! イーブイ』 | イシツブテ・イワーク                                                 |                        |
| 『ポケモンスタジアム2』（表）                                                                              | イワーク・ゴローン・カラカラ・ロコン・オムナイト・カブト             |                        |
| 『ポケモンスタジアム2』（裏）                                                                              | イワーク・ゴルバット・ゴローニャ・キュウコン・ダグトリオ・オムスター |                        |
| 『金・銀』 『ハートゴールド・ソウルシルバー』                                                              | ゴローン・サイホーン・オムスター・カブトプス・イワーク               |                        |
| 『ポケモンスタジアム金銀』（表）                                                                           | イワーク・ゴローニャ・オムスター・カイロス・フォレトス・カブトプス   | イワークは必ず出す。   |
| 『ポケモンスタジアム金銀』（裏）                                                                           | ハガネール・ヘラクロス・サイドン・ヤドラン・リングマ・ツボツボ       | ハガネールは必ず出す。 |
| 『ハートゴールド・ソウルシルバー』（強化状態）                                                             | ゴローニャ・ジーランス・カブトプス・オムスター・ラムパルド・イワーク | エースはイワーク。     |
| 『ブラック2・ホワイト2』（カントーリーダーズトーナメント）                                                 | イワーク・ゴローニャ・カブトプス・オムスター・プテラ・ジーランス     | エースはイワーク。     |
| 『ブラック2・ホワイト2』（ワールドリーダーズトーナメント）                                                 | イワーク・ゴローニャ・カブトプス・バンギラス・プテラ・ドサイドン     | エースはイワーク。     |
| 『Let's Go! ピカチュウ・Let's Go! イーブイ』（強化状態）                                                   | イワーク・カブトプス・プテラ・オムスター・ゴローニャ                 |                        |
| 『マスターズ』                                                                                             | イワーク・バンギラス                                                 |                        |

## アニメでの設定
アニメシリーズ
声 - うえだゆうじ
主人公サトシの旅に同行する。
『ポケットモンスター THE ORIGIN』
声 - 杉田智和
ゲーム同様、ニビジムのジムリーダーとして登場。

## 電撃!ピカチュウでの設定
「サトシ達の旅に加わったのはジム戦よりかなり後」などの違いはあるが、アニメでの設定に近く描かれている。

## 2015年のバンダイのフィギュアとしてのタケシ
2015年にバンダイから発売されたタケシのフィギュアは『ハートゴールド・ソウルシルバー』のタケシをモチーフにしているが、少年という大まかな年齢設定の割には鍛えこまれた肉体として造形されており、公式でも話題になった。